# Benny Andersen
Benny Andersen (Copenaghen, 7 novembre 1929 – Copenaghen, 16 agosto 2018) è stato un cantautore e pianista danese.
Lo stile disinvolto, a volte comico, delle sue composizioni poetiche nasconde un'ispirazione sostanzialmente etica (Camera con uso di cucina, 1962; Qui nella riserva, 1971) confermata dalla raccolta di novelle e monologhi Olsen il grasso e altri (1968) e da Sul Polte (1981). La sua opera più nota è Canzoni di Svante (1972). Oggi viene considerato il più importante tra i cantautori danesi, anche se non fu lui stesso ma il cantante Poul Dissing a recitare le sue canzoni, accompagnato dall'autore pianista.

## Opere
- Den musikalske ål (poesie), 1960
- Kamera med køkkenadgang (poesie), 1962
- Bukserne, 1963
- Nikke Nikke Nambo og andre danske børnerim og remser, 1963
- Den indre bowlerhat (poesie), 1964
- Portrætgalleri (poesie), 1966
- Det sidste øh og andre digte (poesie), 1969
- Her i reservatet (poesie), 1971
- Personlige papirer (poesie), 1974
- Himmelspræt (eller kunsten at komme til verden) (poesie), 1979
- Tiden og storken (poesie), 1985
- H.C. Andersens land (poesie), 1990
- Chagall og skorpiondans (poesie), 1991
- Denne kommen og gåen (poesie), 1993
- Mit liv som indvandrer (poesie), 1993
- Verdensborger i Danmark (poesie), 1995
- Verden udenfor syltetøjsglasset (poesie), 1996
- Sjælen marineret (poesie), 2001
- Svantes lykkelige dag, 2003
- Samlede noveller (novelle), 2003
- Spredte digte (poesie), 2005
- Den Vilde Ungdom (poesie), 2005
- Kram (poesie), 2009